# اغتصاب خديجة
اغتصاب خديجة هي قضية اغتصاب جماعي لشابة مغربية تُدعى خديجة ولا تتجاوز الـ 17 سنة من عمرها. لقيت الحادثة ضجة داخل المغرب وخارجه بسبب ما حصلَ للشابة من خطف، اعتداء جنسي ثم وشم وحرق لمختلف مناطق جسمها. تعود القضية لأواخر شهر يونيو حيث أقدم مجموعة شبان على اختطاف المدعوّة خديجة من أمام باب أقاربها في منطقة ولاد عياد إقليم الفقيه بن صالح ثم احتجزوها لمدة شهرين حيث عملوا على ممارسة جنسٍ جماعي عليها هذا فضلا عن وشم مختلف بِقاع جسهما وإطفاء عقاب السجائر في جلدها. زادَ من ضجّة الموضوع «الصور الرهيبة» التي تداولها رواد مواقع التواصل والتي تُظهر جسد خديجة «مشوهًا» بالألون الزرقاء والحمراء وآثار السجائر بادية عليه.

## خلفية
لطالما شهدت المملكة المغربية عددًا منَ الأحداث من هذا النوع في ظل تقاعس من السلطات في زجر مرتكبيها حسب ما تُؤكد معظم الجمعيات الحقوقية المحليّة وعلى رأسها ما تقيش ولدي والجمعية المغربية لحقوق الإنسان. في عام 2017 وخلال نفس الفترة تقريبًا اهتزّ المغرب على وقع محاولة مراهقين تعرية واغتصاب فتاة تحت أنظار الركاب في أحد حافلات النقل العمومي بمدينة الدار البيضاء. تبيّن فيما بعد أن الفتاة تُعاني من مشكلة عقلية وقد استغلها المراهقين لذلك. أثارت حينها تلك القضية الجدل الكبير وقد عملت معظم القنوات العربية على تغطية الحدث بما في ذلك قناة الجزيرة، قناة العربية، بي بي سي عربية وحتّى فرانس 24. بالرغم من ذلك لم يتمّ متابعة القضية ومن غير المعروف ما إذا كانت السلطات قد اعتقلت مرتكبي «الجريمة» أم لا. لم تكن هذه الحادثة الوحيدة من نوعها فقبل نحو عامين وبالتحديد في عام 2016 أقدمت فتاة على الانتحار بعد أن اختطافها أربعة شبان واغتصبوها بالتناوب في مدينة مراكش التي تُعرف باعتبارها قبلة للسياحة الجنسية.
سجّل تقرير للنيابة العامة تزايد قضايا جرائم الاغتصاب السنة الماضية (2017) في المغرب إذ تجاوز عددها 1600، في حين كانت بحدود 800 قضية سنويا خلال الأعوام الماضية. بشكل عام؛ لعبت مواقع التواصل الاجتماعي وباقي المواقع الإلكترونية دورًا كبيرًا في فضح كل هذه «الجرائم» وكشفها كما لعبت دورا لا بأس به في المطالبة بالمحاسبة والعقاب.

## الاغتصاب

### ظروف الاختطاف
حسب تصريحات خديجة نفسها لعددٍ من وسائل الإعلام المحلية بما في ذلك جريدة أخبار اليوم، فإنها قد اختُطفت من أمام بيت أحد أقاربها في مدينة الفقيه بنصالح (وسط المغرب) منتصف أو أواخر يونيو/حزيران الماضي، وتعرضت للاغتصاب والتعذيب أثناء احتجازها. لم يتبين فيما إذا كانت عائلة الضحية قد رفعت شكوى بخصوص اختفاء الشابة أم لا كما لم تُعرف الكثير من أسرار هذه القضية. ذكرَ والدها السيد محمد أوقرو لوكالة الصحافة الفرنسية في وقت لاحق إنها «عادت منتصف أغسطس/آب بعدما استطاع أحد أصدقاء العائلة إقناع أحد الخاطفين بالإفراج عنها، وهو حاليا من بين أفراد العصابة الموقوفين ... كُنت طريح الفراش حين ظهرت خديجة ولم أقو على مرافقتها إلى مقر الدرك، لكنها كانت مصممة على استرجاع حقوقها وبادرت إلى تقديم شكوى برفقة والدتها.»

### التعذيب
تعرضت خديجة لاغتصاب جماعي دام حوالي 60 يومًا. ليس هذا فقط؛ فقد تعرضت للتعذيب والضرب والحرق كما قامَ الجناة برسم وشوم على أجزاء مختلفة من جسدها. أكّدت الضحية في هذا السياق: «تعرضت للكي والضرب والاغتصاب وحاولت الفرار دون جدوى ... لن أسامحهم أبدا، لقد دمروني [باكية]».

### الجناة
اختلفت المصادر حول عدد مُغتصبي خديجة، إلا أنّ والدها أوضح أن 12 شخصا أوقفوا للاشتباه بضلوعهم في ما تعرضت له ابنته، الأمر الذي أكده مصدرٌ في الجمعية المغربية لحقوق الإنسان في مدينة بني ملال القريبة من مدينة الفقيه بنصالح. أُوقفَ ثلاثة من هؤلاء السبت 25 آب/أغسطس 2018 وتُحدد يوم 6 سبتمبر/أيلول المقبل لبدء محاكمتهم. من جهتها؛ أوردت خديجة في مقابلة مصورة بالفيديو مع عددٍ منّ المواقع الإخبارية المحلية أن والدها قد أقنع أحد خاطفيها بالإفراج عنها مقابل عدم إبلاغ السلطات.

### ردود الفعل
نشرَ آلاف من رواد مواقع التواصل الاجتماعي رسائل تضامن مع خديجة ودعوات من أجل مساعدة عائلتها لتتمكن من إزالة الوشوم التي خلفها خاطفوها. ووقع أكثر من 3400 شخص عريضة إلكترونية تطالب ملك المغرب محمد السادس بمساعدة الفتاة من أجل «إعادة الحياة إليها». فيما نَشر نشطاء على موقع تويتر رسمًا يظهر جسد فتاة دامعة تكسوه ندوب ووشوم تحت وسم #أنقذوا خديجة، وكلنا خديجة.
نظّم نشطاء في جمعيات محلية وقفة احتجاجية بمدينة الفقيه بنصالح تضامنا مع خديجة، وقال والدها: «نحن ممتنون للتعاطف الواسع الذي حظينا به، ابنتي الآن في حالة مستقرة، نحاول أن ندعمها ونذكرها بأن لا ذنب لها في ما حصل، ونأمل أن تتمكن قريبا من إزالة الوشوم التي تكسو جسدها.»